# Chauliodus minimus
Chauliodus minimus és una espècie de peix de la família dels estòmids i de l'ordre dels estomiformes present a l'Atlàntic oriental (des de la República del Congo fins a Angola) i l'Atlàntic occidental (des del Brasil fins a l'Argentina).
És un peix marí i d'aigües profundes que viu fins als 210 m de fondària.
Els mascles poden assolir 14,5 cm de longitud total.